# Megophyra nigritibia
Megophyra nigritibia är en tvåvingeart som beskrevs av Feng och Ma 2001. Megophyra nigritibia ingår i släktet Megophyra och familjen husflugor.
Artens utbredningsområde är Sichuan (Kina). Inga underarter finns listade i Catalogue of Life.